# اوتفای
اوتفای (انگلیسی: Hautefaye) (تلفظ فرانسوی: [otfaj]; اکسیتان: Autafaia)، یک کمون در دوردونی دپارتمان‌های فرانسه در نوول-آکیتن در جنوب غربی فرانسه واقع شده‌است. در زمان جنگ فرانسه و پروس، در اواسط اوت ۱۸۷۰، این شهر به دلیل حمله اوباش و قتل یک مرد بیگناه، آلن دو مانیز، به شهرت رسید.

## تاریخچه
کشتن آلن دو مانیز
در ۱۶ اوت ۱۸۷۰، فرانسه در جنگ علیه پروس شکست خورد. در عرض سه هفته، امپراتور ناپلئون سوم توسط دشمن دستگیر شد و رژیم او توسط دولت خودخوانده برای دفاع ملی سرنگون شد.
در روستای اوتفای که تا حد زیادی به ناپلئون بناپارت وفادار بودند و از برادرزاده او استقبال کرده بودند، اوضاع در تنش بود. بسیاری از ساکنان روستایی بی سواد بودند و به اخبار جنگ از سوی ساکنان تحصیل کرده و اغلب نجیب وابسته بودند و از آن عصبانی بودند.
در طول نمایشگاهی در اوتفای، یکی از پسرعموهای اشرافی یک نجیب‌زاده جوان به‌نام آلن دو مانیز (Alain de Monéys) گزارش داد که جنگ خوب پیش نمی‌رود و اوضاع خراب هست. بسیاری از روستاییان مشروب می‌نوشیدند و وقتی این خبر را بد دریافت کردند، به پسر عموی پسر شهردار شهر حمله کردند و او و اطرافیان و محافظانش هراسان فرار کردند. در شور وطن پرستانه و متأثر از مشروب، روستاییان خشمگین توجه خود را به آلن جوان معطوف کردند.
آنها او را متهم کردند که یک حامی پروس، جاسوس و تأمین کننده مالی پروس در جنگ علیه فرانسه است. آنها ادعا کردند که او به امپراتور و ملت خیانت کرده‌است. هر دو ادعا در واقع نادرست بودند، زیرا مانیز یک جمهوری‌خواه نبود و در میهن‌پرستی او شکی نبود، اما جمعیتی بسیار دور او جمع شده بودند. کشیش دهکده سعی کرد با ارائه نوشیدنی به اوباش فضا را آرام کند تا توجه آنها را به خود جلب کند، اما هر چقدر هم که این تلاش خیرخواهانه بوده‌است، احتمالاً به مستی بیشتر و خطرناکتر شدن جمعیت کمک کرد.
به مدت دو ساعت، اوباش آلن دو مونیز را شکنجه و کتک زدند. نعل اسبی را به پایش میخکوب کردند و یکی از حدقه چشمش را ترکاندند. جمعیت سرانجام او را در میدان دهکده (یا بستر دریاچه نزدیک) سوزاندند، احتمالاً در حالی که هنوز زنده بود. گفته می‌شود کسانی که در قتل شرکت داشتند، چربی‌هایی را که از بدن سوزان او می‌چکید روی نان جمع‌آوری کردند و تارتین‌های حاصل را خوردند. (گزاره آخر تاریخی ثابت نشده‌است).
محاکمه
حدود ۶۰۰ شرکت کننده در جشنواره در این ماجرا دخیل بودند. در ۱۹ اوت ۱۸۷۰، ژاندارم‌ها ۵۰ نفر را در محدوده سنی ۱۴ تا ۶۰ سال دستگیر کردند.
در ۱۸ سپتامبر ۱۸۷۰، ۲۱ متهم از اتهامات علیه آنها مطلع شدند.
در طی ۱۳ تا ۲۱ دسامبر ۱۸۷۰، مجرمان در شهر پریگو به محاکمه کشیده شدند. ۱۹ نفر مجرم شناخته شدند و ۴ نفر به اعدام محکوم شدند. قاضی بروشون، از دادگاه استیناف بوردو، ریاست دادگاه کیفری دوردون را در این نمونه بر عهده داشت. در مجموع، چهار نفر به عنوان مقصر اصلی شناخته شدند و به اعدام محکوم شدند، در حالی که یک نفر دیگر به حبس ابد محکوم شد. سایرین به دلیل نقش داشتن در این جنایت، از ۶ تا ۸ سال حکم حبس با اعمال شاقه دریافت کردند. گروهی دیگر به یک سال حبس محکوم شدند. یک نوجوان که در آن زمان چهارده ساله بود، به شش سال زندان محکوم شد، در حالی که یک کودک کوچک تبرئه شد.
در ۶ فوریه ۱۸۷۱، چهار شرکت کننده که بیشترین همدستی را در قتل مانیز داشتند در میدان دهکده اوتفای با گیوتین اعدام شدند.
حاشیه‌ها
در سال ۱۹۵۳، Lavaud Noemie، آخرین شاهد مستقیم ماجرای اوتفای، در سن ۹۲ سالگی درگذشت.
در ۱۶ اوت ۱۹۷۰، یک قرن پس از فاجعه و به ابتکار یکی از اهالی روستا، کلیسای Hautefaye مراسم «عشای بخشش» را با حضور فرزندان خانواده آلن‌دومانیز و قاتلان او برگزار کرد.
ژان تولی (Jean Teulé)، کاریکاتوریست، فیلم‌نامه‌نویس و رمان‌نویس فرانسوی در سال ۲۰۰۹ رمانی با نام «اگر دوست دارید او را بخورید» Eat Him If You Like را نوشته‌است که به صورت داستانی به حوادث این فاجعه تاریخی پرداخته‌است. این کتاب با نام آدم‌خواران توسط احسان کرم‌ویسی ترجمه و در نشر چشمه به چاپ رسیده‌است.